# 西多摩郡
西多摩郡（にしたまぐん）は、東京都の郡。

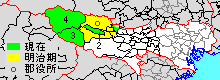
東京都西多摩郡の範囲（1.瑞穂町 2.日の出町 3.檜原村 4.奥多摩町 薄緑：後に他郡から編入した区域）

1971年に南多摩郡が消滅したことに伴い、東京都に現存する唯一の郡となっている。
人口53,501人、面積375.86km²、人口密度142人/km²。（2025年3月1日、推計人口）。
以下の3町1村を含む。
- 瑞穂町（みずほまち）
- 日の出町（ひのでまち）
- 檜原村（ひのはらむら）
- 奥多摩町（おくたままち）

## 郡域
1878年（明治11年）に行政区画として発足した当時の郡域は、上記3町1村から瑞穂町の一部（二本木・高根・駒形富士山・富士山栗原新田）を除き、以下の市全域を加えた区域にあたる。
- 青梅市
- 福生市
- あきる野市
- 羽村市

### 隣接していた郡
発足時に隣接していた郡は以下の通り。
- 神奈川県 ： 南多摩郡、北多摩郡、津久井郡
- 埼玉県 ： 入間郡、高麗郡、秩父郡
- 山梨県 ： 北都留郡

## 歴史

### 郡発足までの沿革
『旧高旧領取調帳』に記載されている明治初年時点での、多摩郡のうち後の当郡域の支配は以下の通りに記述されている。幕府領は代官・江川太郎左衛門支配所が管轄した。●は村内に寺社領が存在。（101村）
なお、氷川村・小河内村内の各村も1村に数える。
| 知行         | 知行               | 村数 | 村名 |
| ------------ | ------------------ | ---- | --- |
| 幕府領       | 幕府領             | 49村 | 留浦村（小河内村のうち）、境村、小河内村ノ内・原村、●殿ヶ谷村、石畑村、●箱根ヶ崎村、長谷部新田、●福生村、●羽村、●上草花村、●菅生村、原小宮村、原小宮村・勘次郎組（原小宮村のうち）、●伊奈村、●横沢村、三内村、●網代村、●上平井村、留原村、●山田村、小中野村、●小和田村、●舘屋村、●高尾村、●檜原村、●新町村、●黒沢村、●北小曾木村、●根ヶ布村、●青梅村、日向和田村、●千ヶ瀬村、●河辺村、●友田村、竜寿寺村、駒木野村、●御嶽村、●柚木村、●二俣尾村、川井村、大丹波村、白丸村、棚沢村、丹三郎村、海沢村、氷川村ノ内・栃久保村、氷川村ノ内・大沢村／小菅村／日原村（日原村を指す）、氷川本村（氷川村を指す）、小河内村ノ内・河内村、小河内村ノ内・川野村 |
| 幕府領       | 旗本領             | 22村 | 下師岡新田、五ノ神村、●瀬戸岡村、平沢村、●二宮村、●野辺村、●小川村、●雨間村、油平村、牛沼村、淵上村、中平井村、下平井村、●吹上村、大門村、木ノ下村、●谷野村、上成木村上下分（2村）、●西分村、畑中村、●日影和田村 |
| 幕府領       | 幕府領・旗本領     | 6村  | 熊川村、川崎村、●下草花村、●引田村、●五日市村、●今寺村 |
| 藩領         | 上野前橋藩         | 9村  | 養沢村、●塩船村、●野上村、●藤橋村、●勝沼村、●長淵村上下分（上長淵村、下長淵村の2村を指す）、●沢井村、小丹波村 |
| 藩領         | 常陸龍ヶ崎藩       | 3村  | ●下代継村、●上代継村、●乙津村 |
| 藩領         | 武蔵岩槻藩         | 3村  | ●富岡村、●下成木村上分（下成木村上下分の誤記か。2村に数える） |
| 藩領         | 岩槻藩・前橋藩     | 1村  | ●南小曾木村 |
| 幕府領・藩領 | 幕府領・三河西端藩 | 3村  | 下大久野村、●上大久野村、●北大久野村 |
| 幕府領・藩領 | 旗本領・前橋藩     | 4村  | ●今井村、●上師岡村、●下師岡村、●下村（下村三郷） |

- 慶応4年=明治元年
  - 6月29日（1868年8月17日） - 幕府領に韮山県を設置。引き続き、旧幕府代官の江川英武（太郎左衛門）が管轄。
  - 7月10日（1868年8月27日） - 後の当郡域の旗本領を管轄する旧幕府代官の松村長為が武蔵知県事に就任。
  - 8月8日（1868年9月23日） - 松村長為知県事が古賀定雄（一平）に交代。
- 明治初年（98村）
  - 上草花村・下草花村が合併して草花村となる。
  - 上平井村・中平井村・下平井村が合併して平井村となる。平井村は後に韮山県に属する。
- 明治2年
  - 2月9日（1869年3月21日） - 古賀知県事の管轄区域に品川県を設置。韮山県の一部（下師岡新田、五ノ神村の全域、五日市村のうち旧幕府領[2]）が品川県に移管。
  - 五日市村を除く旧幕府領・旗本領相給の各村のうち旧旗本領が韮山県に編入[2]。
  - 韮山県の一部（横沢村、三内村、網代村[3]）が西瑞藩領となる。
  - 龍ヶ崎藩領の一部（下代継村、上代継村[4]）が品川県に移管。
- 明治4年
  - 7月14日（1871年8月29日） - 廃藩置県により藩領が前橋県、龍ヶ崎県、岩槻県、西端県となる。
  - 10月28日（1871年12月10日） - 前橋県の管轄区域が群馬県の管轄となる。
  - 11月14日（1871年12月25日） - 品川県・韮山県・龍ヶ崎県・岩槻県・群馬県・西端県のうち後の当郡に属する区域が入間県に移管。
  - 11月 - 各県の後の五日市町域が神奈川県に移管。該当区域は入間県（伊奈村・留原村・山田村・小中野村・小和田村・館谷村・高尾村・五日市村）、旧前橋県（養沢村）、旧龍ヶ崎県（乙津村）、旧西端県（入野村・深沢村・戸倉村・横沢村・三内村・網代村）。
- 明治5年
  - 1月 - 各県の後の日の出町域が神奈川県に移管。該当区域は入間県（平井村の全域、大久野村のうち旧幕府領）、旧西端県（大久野村のうち旧西端藩領）。
  - 5月 - 入間県のうち後の当郡に属する区域の残部が神奈川県に移管。
- 1873年（明治6年） - 上大久野村・下大久野村・北大久野村が合併して大久野村となる。（96村）
- 1874年（明治7年） - 上師岡村・下師岡村が合併して師岡村となる。（95村）
- 1875年（明治8年）（1町93村）
  - 青梅村が青梅町に、竜寿寺村が梅沢村にそれぞれ改称。
  - 栃久保村（氷川村のうち）が氷川村に編入。

### 郡発足以降の沿革

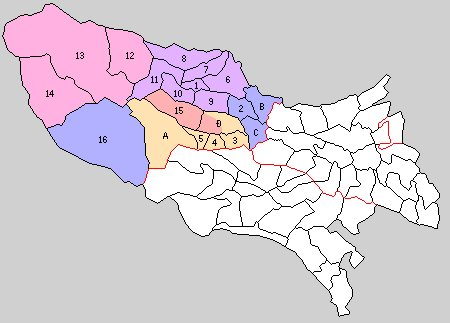
1.青梅町 2.西多摩村 3.東秋留村 4.西秋留村 5.増戸村 6.霞村 7.小曽木村 8.成木村 9.調布村 10.吉野村 11.三田村 12.古里村 13.氷川村 14.小河内村 15.大久野村 16.檜原村 A.5町村組合（五日市町ほか） B.箱根ヶ崎村外三ヶ村組合 C.福生村熊川村組合 D.5村組合（平井村ほか） （青：合併なし 紫：青梅市 黄：あきる野市 赤：奥多摩町 橙：日の出町）

- 1878年（明治11年）11月18日 - 郡区町村編制法の神奈川県での施行により、神奈川県多摩郡のうち1町93村の区域をもって西多摩郡が発足。郡役所が青梅町（現在の青梅図書館の場所）に設置。
- 1889年（明治22年）
  - 3月31日 - 下記の各町村が合併。（2町30村）
    - 青梅町 ← 青梅町、勝沼村、西分村、日向和田村（現・青梅市）
    - 五日市町 ← 五日市町［大部分］、小中野村（現・あきる野市）A
    - 三ッ里村 ← 小和田村、留原村、高尾村（現・あきる野市）A
    - 明治村 ← 館谷村、入野村、深沢村、五日市町［一部］（現・あきる野市）A
    - 西多摩村 ← 羽村、五ノ神村、川崎村（現・羽村市）
    - 東秋留村 ← 野辺村、小川村、二宮村、平沢村、雨間村（現・あきる野市）
    - 西秋留村 ← 淵上村、牛沼村、油平村、上代継村、下代継村、引田村（現・あきる野市）
    - 増戸村 ← 伊奈村、山田村、網代村、横沢村、三内村（現・あきる野市）
    - 霞村 ← 藤橋村、大門村、今井村、新町村、今寺村、野上村、吹上村、塩船村、根ヶ布村、谷野村、木野下村、師岡村（現・青梅市）
    - 小曽木村 ← 南小曽木村、富岡村、黒沢村（現・青梅市）
    - 成木村 ← 上成木村下分、上成木村上分、下成木村上分、下成木村下分、北小曽木村（現・青梅市）
    - 調布村 ← 下長淵村、千ヶ瀬村、河辺村、上長淵村、友田村、駒木野村（現・青梅市）
    - 吉野村 ← 下村三郷、畑中村、日影和田村、柚木村（現・青梅市）
    - 三田村 ← 沢井村下分、沢井村上分、二俣尾村、御岳村、御岳山（現・青梅市）
    - 古里村 ← 小丹波村、大丹波村、梅沢村、川井村、丹三郎村、棚沢村、白丸村（現・奥多摩町）
    - 氷川村 ← 氷川村、日原村、海沢村、境村（現・奥多摩町）
    - 小河内村 ← 川野村、原村、河内村、留浦村（現・奥多摩町）
    - 小宮村 ← 養沢村、乙津村［大部分］（現・あきる野市）A
    - 戸倉村 ← 戸倉村、乙津村［一部］（現・あきる野市）A
    - 大久野村（単独村制。現・日の出町）
    - 檜原村（檜原本村が単独村制。現・檜原村）
    - 箱根ヶ崎村、石畑村、殿ヶ谷村（それぞれ単独村制。現・瑞穂町）B
    - 長岡村 ← 長谷部新田、下師岡新田（現・瑞穂町）B
    - 福生村、熊川村（それぞれ単独村制。現・福生市）C
    - 菅生村、草花村、原小宮村、瀬戸岡村（それぞれ単独村制。現・あきる野市）D
    - 平井村（単独村制。現・日の出町）D

  - 4月1日 - 上記2町30村が町村制を施行。上記A - Dは町村組合を結成（名称は地図参照）。
- 1893年（明治26年）4月1日 - 東京府の管轄となる。
- 1899年（明治32年）7月1日 - 郡制を施行。
- 1918年（大正7年）12月1日 - 五日市町・三ッ里村・明治村が合併し、改めて五日市町が発足。（2町28村）
- 1921年（大正10年）4月1日 - 菅生村・草花村・原小宮村・瀬戸岡村が合併して多西村が発足。（2町25村）
- 1923年（大正12年）4月1日 - 郡会が廃止。残務処理のため郡役所は存続。
- 1926年（大正15年）7月1日 - 郡役所が廃止。以降は地域区分名称となる。
- 1940年（昭和15年）
  - 2月11日 - 氷川村が町制施行して氷川町となる。（3町24村）
  - 11月10日（5町18村）
    - 福生村・熊川村が合併して福生町が発足。
    - 箱根ヶ崎村・石畑村・殿ヶ谷村・長岡村が合併して瑞穂町が発足。
- 1943年（昭和18年）7月1日 - 東京都制の施行により東京都の管轄となる。
- 1951年（昭和26年）4月1日 - 青梅町・霞村・調布村が合併して青梅市が発足し、郡より離脱。（4町16村）
- 1955年（昭和30年）
  - 4月1日（5町4村）
    - 東秋留村・西秋留村・多西村が合併して秋多町が発足。
    - 五日市町・増戸村・戸倉村・小宮村が合併し、改めて五日市町が発足。
    - 氷川町・古里村・小河内村が合併して奥多摩町が発足。
    - 小曽木村・成木村・吉野村、三田村が青梅市に編入。

  - 6月1日 - 大久野村・平井村が合併して日の出村が発足。（5町3村）
- 1956年（昭和31年）10月1日 - 西多摩村が町制施行・改称して羽村町となる。（6町2村）
- 1958年（昭和33年）10月15日 - 瑞穂町が埼玉県入間郡元狭山村を編入。
- 1970年（昭和45年）7月1日 - 福生町が市制施行して福生市となり、郡より離脱。（5町2村）
- 1972年（昭和47年）5月5日 - 秋多町が市制施行、即日改称して秋川市となり、郡より離脱。（4町2村）
- 1974年（昭和49年）6月1日 - 日の出村が町制施行して日の出町となる。（5町1村）
- 1991年（平成3年）11月1日 - 羽村町が市制施行して羽村市となり、郡より離脱。（4町1村）
- 1995年（平成7年）9月1日 - 五日市町が秋川市と合併してあきる野市が発足し、郡より離脱。（3町1村）

### 変遷表
| 明治22年以前                                                   | 明治22年4月1日              | 明治22年 - 明治45年   | 大正元年 - 大正15年     | 昭和元年 - 昭和19年     | 昭和20年 - 昭和39年             | 昭和40年 - 昭和64年            | 平成元年 - 現在          | 現在                                                                             |
| -------------------------------------------------------------- | --------------------------- | --------------------- | ----------------------- | ----------------------- | ------------------------------- | ------------------------------ | ------------------------ | -------------------------------------------------------------------------------- |
| 駒形富士山村 高根村 富士山栗原新田                             | 埼玉県入間郡 元狭山村の一部 | 埼玉県入間郡 元狭山村 | 埼玉県入間郡 元狭山村   | 埼玉県入間郡 元狭山村   | 昭和33年10月15日 瑞穂町に編入   | 瑞穂町                         | 瑞穂町                   | 瑞穂町                                                                           |
| 箱根ヶ崎村                                                     | 箱根ヶ崎村                  | 箱根ヶ崎村            | 箱根ヶ崎村              | 昭和15年11月10日 瑞穂町 | 瑞穂町                          | 瑞穂町                         | 瑞穂町                   | 瑞穂町                                                                           |
| 石畑村                                                         | 石畑村                      | 石畑村                | 石畑村                  | 昭和15年11月10日 瑞穂町 | 瑞穂町                          | 瑞穂町                         | 瑞穂町                   | 瑞穂町                                                                           |
| 殿ヶ谷村                                                       | 殿ヶ谷村                    | 殿ヶ谷村              | 殿ヶ谷村                | 昭和15年11月10日 瑞穂町 | 瑞穂町                          | 瑞穂町                         | 瑞穂町                   | 瑞穂町                                                                           |
| 長谷部新田 下師岡新田                                          | 長岡村                      | 長岡村                | 長岡村                  | 昭和15年11月10日 瑞穂町 | 瑞穂町                          | 瑞穂町                         | 瑞穂町                   | 瑞穂町                                                                           |
| 藤橋村                                                         | 長岡村                      | 長岡村                | 長岡村                  | 昭和15年11月10日 瑞穂町 | 瑞穂町                          | 瑞穂町                         | 瑞穂町                   | 瑞穂町                                                                           |
| 霞村                                                           | 霞村                        | 霞村                  | 霞村                    | 昭和26年4月1日 青梅市   | 青梅市                          | 青梅市                         | 青梅市                   |                                                                                  |
| 霞村                                                           | 霞村                        | 霞村                  | 霞村                    | 昭和26年4月1日 青梅市   | 青梅市                          | 青梅市                         | 青梅市                   | 大門村 今井村 新町村 今寺村 野上村 吹上村 塩船村 根ヶ布村 谷野村 木野下村 師岡村 |
| 青梅町                                                         | 青梅町                      | 青梅町                | 青梅町                  | 昭和26年4月1日 青梅市   | 青梅市                          | 青梅市                         | 青梅市                   | 青梅町                                                                           |
| 勝沼村 西分村 日向和田村                                       | 青梅町                      | 青梅町                | 青梅町                  | 昭和26年4月1日 青梅市   | 青梅市                          | 青梅市                         | 青梅市                   | 青梅町                                                                           |
| 下長淵村 千ヶ瀬村 河辺村 上長淵村 友田村 駒木野村              | 調布村                      | 調布村                | 調布村                  | 昭和26年4月1日 青梅市   | 青梅市                          | 青梅市                         | 青梅市                   | 調布村                                                                           |
| 小曽木村 富岡村 黒沢村                                         | 小曽木村                    | 小曽木村              | 小曽木村                | 小曽木村                | 青梅市                          | 青梅市                         | 青梅市                   | 昭和30年4月1日 青梅市に編入                                                      |
| 上成木村下分 上成木村上分 下成木村上分 下成木村下分 北小曽木村 | 成木村                      | 成木村                | 成木村                  | 成木村                  | 青梅市                          | 青梅市                         | 青梅市                   | 昭和30年4月1日 青梅市に編入                                                      |
| 下村三郷 畑中村 日影和田村 柚木村                              | 吉野村                      | 吉野村                | 吉野村                  | 吉野村                  | 青梅市                          | 青梅市                         | 青梅市                   | 昭和30年4月1日 青梅市に編入                                                      |
| 沢井村下分 沢井村上分 二俣尾村 御岳村 御岳山                   | 三田村                      | 三田村                | 三田村                  | 三田村                  | 青梅市                          | 青梅市                         | 青梅市                   | 昭和30年4月1日 青梅市に編入                                                      |
| 福生村                                                         | 福生村                      | 福生村                | 福生村                  | 昭和15年11月10日 福生町 | 福生町                          | 昭和45年7月1日 市制            | 福生市                   | 福生市                                                                           |
| 熊川村                                                         | 熊川村                      | 熊川村                | 熊川村                  | 昭和15年11月10日 福生町 | 福生町                          | 昭和45年7月1日 市制            | 福生市                   | 福生市                                                                           |
| 菅生村                                                         | 菅生村                      | 菅生村                | 大正10年4月1日 多西村   | 多西村                  | 昭和30年4月1日 秋多町           | 昭和47年5月5日 市制改称 秋川市 | 平成7年9月1日 あきる野市 | あきる野市                                                                       |
| 草花村                                                         | 草花村                      | 草花村                | 大正10年4月1日 多西村   | 多西村                  | 昭和30年4月1日 秋多町           | 昭和47年5月5日 市制改称 秋川市 | 平成7年9月1日 あきる野市 | あきる野市                                                                       |
| 原小宮村                                                       | 原小宮村                    | 原小宮村              | 大正10年4月1日 多西村   | 多西村                  | 昭和30年4月1日 秋多町           | 昭和47年5月5日 市制改称 秋川市 | 平成7年9月1日 あきる野市 | あきる野市                                                                       |
| 瀬戸岡村                                                       | 瀬戸岡村                    | 瀬戸岡村              | 大正10年4月1日 多西村   | 多西村                  | 昭和30年4月1日 秋多町           | 昭和47年5月5日 市制改称 秋川市 | 平成7年9月1日 あきる野市 | あきる野市                                                                       |
| 野辺村 小川村 二宮村 平沢村 雨間村                             | 東秋留村                    | 東秋留村              | 東秋留村                | 東秋留村                | 昭和30年4月1日 秋多町           | 昭和47年5月5日 市制改称 秋川市 | 平成7年9月1日 あきる野市 | あきる野市                                                                       |
| 淵上村 牛沼村 油平村 上代継村 下代継村 引田村                  | 西秋留村                    | 西秋留村              | 西秋留村                | 西秋留村                | 昭和30年4月1日 秋多町           | 昭和47年5月5日 市制改称 秋川市 | 平成7年9月1日 あきる野市 | あきる野市                                                                       |
| 小中野村                                                       | 五日市町                    | 五日市町              | 大正7年12月1日 五日市町 | 五日市町                | 昭和30年4月1日 五日市町         | 五日市町                       | 平成7年9月1日 あきる野市 | あきる野市                                                                       |
| 五日市町                                                       | 五日市町                    | 五日市町              | 大正7年12月1日 五日市町 | 五日市町                | 昭和30年4月1日 五日市町         | 五日市町                       | 平成7年9月1日 あきる野市 | あきる野市                                                                       |
| 明治村                                                         | 明治村                      |                       | 大正7年12月1日 五日市町 | 五日市町                | 昭和30年4月1日 五日市町         | 五日市町                       | 平成7年9月1日 あきる野市 | あきる野市                                                                       |
| 明治村                                                         | 明治村                      | 館谷村 入野村 深沢村  | 大正7年12月1日 五日市町 | 五日市町                | 昭和30年4月1日 五日市町         | 五日市町                       | 平成7年9月1日 あきる野市 | あきる野市                                                                       |
| 小和田村 留原村 高尾村                                         | 三ッ里村                    | 三ッ里村              | 大正7年12月1日 五日市町 | 五日市町                | 昭和30年4月1日 五日市町         | 五日市町                       | 平成7年9月1日 あきる野市 | あきる野市                                                                       |
| 伊奈村 山田村 網代村 横沢村 三内村                             | 増戸村                      | 増戸村                | 増戸村                  | 増戸村                  | 昭和30年4月1日 五日市町         | 五日市町                       | 平成7年9月1日 あきる野市 | あきる野市                                                                       |
| 戸倉村                                                         | 戸倉村                      | 戸倉村                | 戸倉村                  | 戸倉村                  | 昭和30年4月1日 五日市町         | 五日市町                       | 平成7年9月1日 あきる野市 | あきる野市                                                                       |
| 乙野村                                                         | 戸倉村                      | 戸倉村                | 戸倉村                  | 戸倉村                  | 昭和30年4月1日 五日市町         | 五日市町                       | 平成7年9月1日 あきる野市 | あきる野市                                                                       |
| 小宮村                                                         | 小宮村                      | 小宮村                | 小宮村                  |                         | 昭和30年4月1日 五日市町         | 五日市町                       | 平成7年9月1日 あきる野市 | あきる野市                                                                       |
| 小宮村                                                         | 小宮村                      | 小宮村                | 小宮村                  | 養沢村                  | 昭和30年4月1日 五日市町         | 五日市町                       | 平成7年9月1日 あきる野市 | あきる野市                                                                       |
| 羽村 五ノ神村 川崎村                                           | 西多摩村                    | 西多摩村              | 西多摩村                | 西多摩村                | 昭和31年10月1日 町制改称 羽村町 | 羽村町                         | 平成3年11月1日 市制      | 羽村市                                                                           |
| 大久野村                                                       | 大久野村                    | 大久野村              | 大久野村                | 大久野村                | 昭和30年6月1日 日の出村         | 昭和49年6月1日 町制            | 日の出町                 | 日の出町                                                                         |
| 平井村                                                         | 平井村                      | 平井村                | 平井村                  | 平井村                  | 昭和30年6月1日 日の出村         | 昭和49年6月1日 町制            | 日の出町                 | 日の出町                                                                         |
| 氷川村 日原村 海沢村 境村                                      | 氷川村                      | 氷川村                | 氷川村                  | 昭和15年2月11日 町制    | 昭和30年4月1日 奥多摩町         | 奥多摩町                       | 奥多摩町                 | 奥多摩町                                                                         |
| 小丹波村 大丹波村 梅沢村 川井村 丹三郎村 棚沢村 白丸村         | 古里村                      | 古里村                | 古里村                  | 古里村                  | 昭和30年4月1日 奥多摩町         | 奥多摩町                       | 奥多摩町                 | 奥多摩町                                                                         |
| 川野村 原村 河内村 留浦村                                      | 小河内村                    | 小河内村              | 小河内村                | 小河内村                | 昭和30年4月1日 奥多摩町         | 奥多摩町                       | 奥多摩町                 | 奥多摩町                                                                         |
| 檜原本村                                                       | 檜原村                      | 檜原村                | 檜原村                  | 檜原村                  | 檜原村                          | 檜原村                         | 檜原村                   | 檜原村                                                                           |

## 行政
神奈川県西多摩郡長
『神奈川県史 別編1 人物』による。
| 代 | 氏名           | 就任年月日                 | 退任年月日                | 備考         |
| -- | -------------- | -------------------------- | ------------------------- | ------------ |
| 1  | 細谷五郎右衛門 | 明治11年（1878年）11月18日 | 明治15年（1882年）6月23日 |              |
| 2  | 村上佳景       | 明治15年（1882年）6月23日  | 明治26年（1893年）3月31日 | 東京府に移管 |

東京府西多摩郡長
特記なき場合『東京府史 行政篇 第1巻』による。
| 代 | 氏名       | 就任年月日                 | 退任年月日                 | 備考                       |
| -- | ---------- | -------------------------- | -------------------------- | -------------------------- |
| 1  | 村上佳景   | 明治26年（1893年）4月1日   | 明治28年（1895年）9月10日  | 神奈川県西多摩郡長より留任 |
| 2  | 福井光     | 明治28年（1895年）9月10日  | 明治32年（1899年）4月8日   |                            |
| 3  | 丸山良香   | 明治32年（1899年）4月8日   | 明治33年（1900年）6月2日   |                            |
| 4  | 橋口常彦   | 明治33年（1900年）6月2日   | 明治35年（1902年）12月1日  |                            |
| 5  | 松平正秀   | 明治35年（1902年）12月1日  | 明治39年（1906年）12月11日 | 在任中に死去               |
| 6  | 武藤文吾   | 明治39年（1906年）12月22日 | 明治42年（1909年）5月      | のち八王子市長             |
| 7  | 安藤源治郎 | 明治42年（1909年）5月26日  | 大正4年（1915年）7月26日   |                            |
| 8  | 原林之助   | 大正4年（1915年）          | 大正6年（1917年）4月28日   | 在任中に死去               |
| 9  | 川越守男   | 大正6年（1917年）5月16日   | 大正7年（1918年）10月10日  |                            |
| 10 | 山田信太郎 | 大正7年（1918年）10月10日  | 大正13年（1924年）12月16日 |                            |
| 11 | 奥田久七郎 | 大正13年（1924年）12月23日 | 大正15年（1926年）6月30日  | 郡役所廃止により、廃官     |